# 小川広次
小川 広次（おがわ こうじ、1960年1月25日 - 2010年12月17日）は、日本の建築家。（株）小川建築設計事務所主宰。吉岡賞、JIA新人賞など多数受賞。

## 略歴
- 1982年　日本大学理工学部建築学科卒業。
- 1982～83年　計画設計工房勤務。
- 1983～92年　谷口建築設計研究所勤務。
- 1991年　（株）小川建築設計事務所設立。
- 2006年　日本大学理工学部建築学科非常勤講師。
- 2007年　法政大学工学部建築学科兼任講師。
- 2008年　東京理科大学工学部建築学科非常勤講師。

## 受賞歴
- 1982年　レモン賞 - 卒業設計
- 1982年　日本大学卒業設計優秀賞 - 卒業設計
- 2001年　「あたたかな住空間デザイン」コンペティション　東京ガス賞 - 田中邸
- 2004年　東京建築賞東京都知事賞 - 深大寺の三世帯住居
- 2004年　第30回建築作品コンクール 東京建築賞戸建住宅部門　優秀賞
- 2006年　第22回吉岡賞、グッドデザイン賞 - 阿佐谷南の家
- 2007年　第18回JIA新人賞 - 阿佐谷南の家